# Třída Tacoma
Třída Tacoma byla třída protiponorkových fregat námořnictva Spojených států amerických stavěných za druhé světové války. Jednalo se o upravenou verzi kanadských fregat třídy River. Celkem bylo postaveno 96 jednotek této třídy. Část jich byla za války poskytnuta Velké Británii a provozována jako třída Colony. Po válce další získala námořnictva dalších zemí. Dalšími zahraničními uživateli třídy byla Argentina, Belgie, Brazílie, Dominikánská republika, Ekvádor, Francie, Japonsko, Jižní Korea, Kolumbie, Kuba, Mexiko, Nizozemsko, Peru, Sovětský svaz a Thajsko.

## Stavba

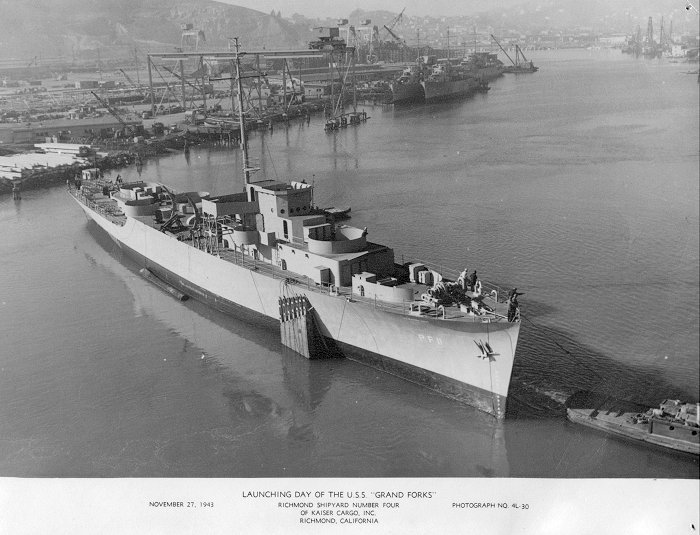
USS Grand Forks (PF-11) během stavby

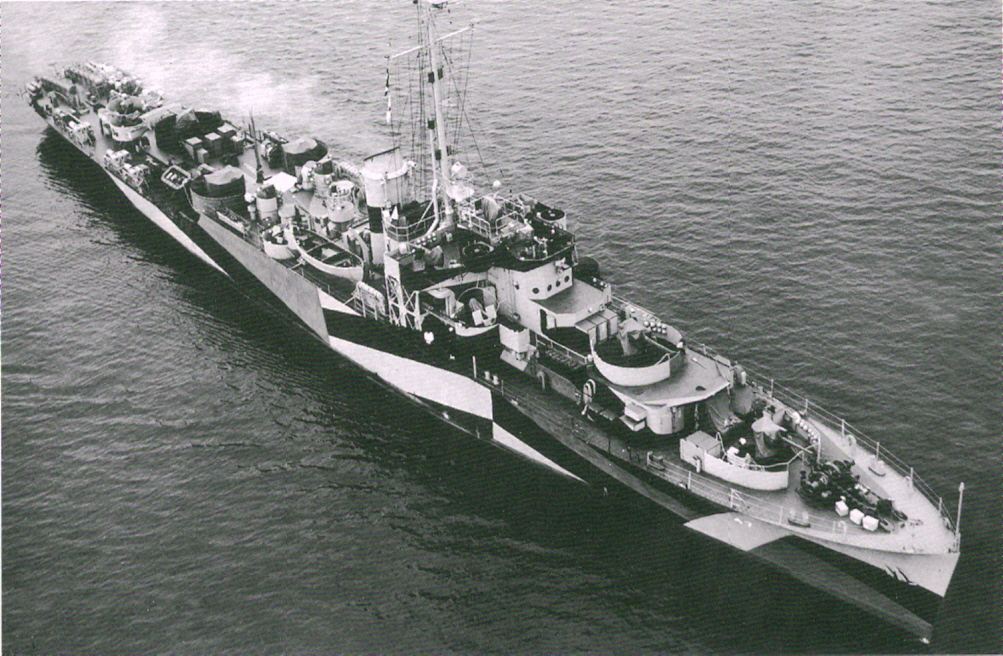
USS Gallup (PF-47)

Nedostatek amerických eskortních plavidel pro službu v Atlantiku za druhé světové války vedl k rozhodnutí vyvinout novou třídu fregat, které by dokázaly stavět civilní loděnice nemající zkušenost se stavbou bojových plavidel. Plavidla vycházela z bojem ověřené kanadské třídy River, jejíž konstrukce byla upravena dle amerických požadavků. Změnila se především výzbroj a další vybavení. Jako prototypy byly Kanadou dodány rozestavěné fregaty HMS Adur a HMCS Anna, dokončené jako fregaty třídy Asheville. Plavidla byla nejprve kategorizována jako dělové čluny (PG – Patrol Gunboats), později se označení změnilo na hlídkové fregaty (PF – Patrol Frigate). Celkem bylo v letech 1943–1945 postaveno 96 jednotek této třídy. Stavba čtyř fregat byla zrušena. Stavbu provedly americké loděnice nacházejícíc se v Kalifornii a v oblasti Velkých jezer. Byly to Kaiser v Richmondu v Kalifornii (12 ks), American Ship Building Company v Lorain (6, další 4 zrušeny) a Clevelandu (7 ks) v Ohiu, Walter Butler v Superior ve Wisconsinu (12 ks), Consolidated Steel v San Pedru v Kalifornii (18 ks), Froemming v Milwaukee (4 ks), Globe Shipbuilding v Superior ve státě Wisconsin (5 ks) a Duluth (3 ks), Letham D. Smith Shipbuilding v Superior ve Wisconsinu (8 ks) a Walsh-Kaiser Company v Providence ma Rhode Islandu (21 ks).
Stavební program fregat a jejich zavádění do služby provázely problémy a zpoždění. Do konce roku 1943 bylo dokončeno pouze 12 fregat. Jako špatné byly hodnoceny manévrovací schopnosti a nedostatečně výkonná ventilace, především však bylo nutné dodatečně vyztužit jejich nedostatečně pevný trup.

## Konstrukce

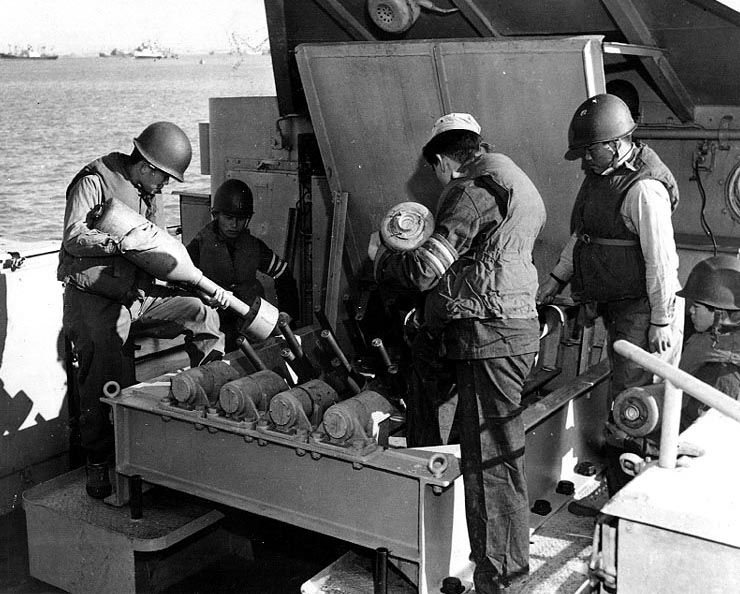
Vrhač Hedgehog jihokorejské fregaty ROKS Apnokkang (ex USS Rockford)

Základní výzbroj tvořily tři 76mm kanóny, čtyři 40mm kanóny Bofors, devět 20mm kanónů Oerlikon, jeden salvový vrhač hlubinných pum Hedgehog se zásobou 178 pum, dále osm vrhačů a dvě skluzavky hlubinných pum se zásobou 100 pum. Pohonný systém o výkonu 5500 hp tvořily dva parní stroje s trojnásobnou expanzí (VTE) a dva kotle, pohánějící dva lodní šrouby. Kormidla byla zdvojená. Nejvyšší rychlost dosahovala 20 uzlů. Dosah byl 9500 námořních mil při rychlosti 12 uzlů.

### Modifikace
Celkem 44 plavidel bylo za války využívána ke sledování počasí. Plavidla měla hlavňovou výzbroj redukovánu na dva 76mm kanóny, dva 40mm kanóny a čtyři 20mm kanóny. Ušetřený prostor byl využit pro meteorologické balóny. Posádka se zmenšila na 176 mužů.

## Uživatelé

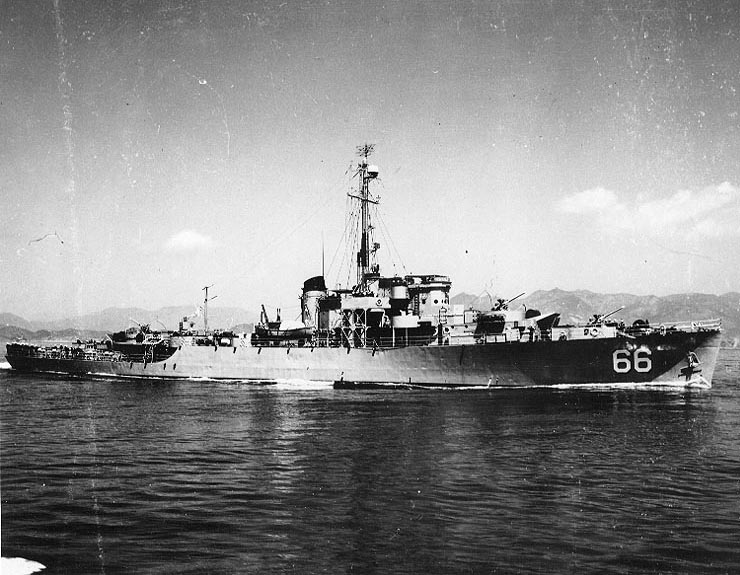
Jihokorejská fregata ROKS Imchin (ex USS Sausalito)

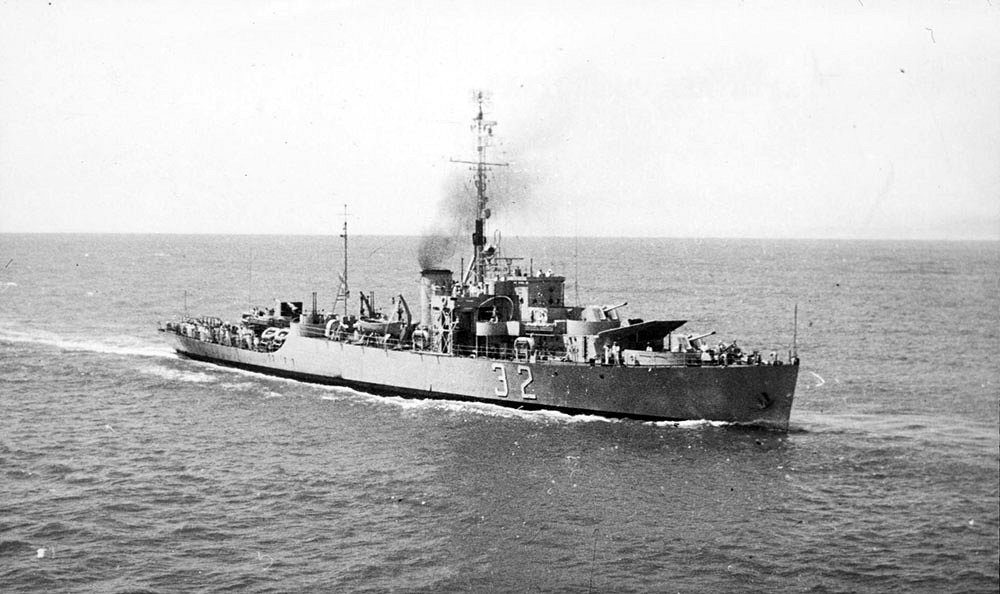
Argentinská fregata ARA Heroína (ex USS Reading)

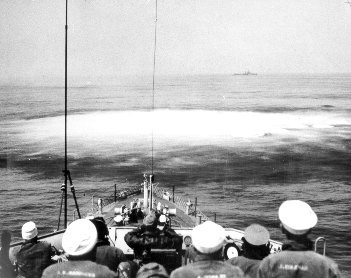
Americká fregata USS Moberly se podílela na potopení německé ponorky U-853

- Argentina Argentinské námořnictvo – Získala fregaty Sarandi (ex Reading) a Heroína (ex Peoria).[1]

- Belgie Belgické námořnictvo – Roku 1947 získala fregatu Lieutenant der Zee Victor Billet (ex Sheboygan).[1]

- Brazílie Brazilské námořnictvo – Získala fregatu Jose Marcelino (ex Huron).[1]

- Dominikánská republika Dominikánské námořnictvo – Získala fregaty Presidente Peynado (ex Pueblo) a Presidente Troncoso (ex Knoxville).[1]

- Ekvádor Ekvádorské námořnictvo – Získala fregatu Guayas (ex Covington).[1]

- Francie Francouzské námořnictvo – Roku 1947 získala fregaty Mermoz (ex Muskegon), Le Verrier (ex Emporia), Le Brix (ex Manitowoc) a La Place (ex Lorain).[1] Roku 1950 byla La Place potopena minou pocházející ze druhé světové války.

- Japonsko Japonské námořní síly sebeobrany – Po válce získalo celkem 18 fregat ze skupiny předtím vrácené SSSR.[1]

- Jižní Korea Námořnictvo Korejské republiky – Získalo pět fregat pocházejících ze skupiny předtím vrácené SSSR.[1]

- Kolumbie Kolumbijské námořnictvo – Roku 1947 získala fregatu Almirante Padilla (ex Groton), roku 1953 posílenou ještě o fregaty Capitan Tono (ex Bisbee) a Almirante Brion (ex Burlington).[1]

- Kuba Kubánské revoluční námořnictvo – V letech 1946–1947 získala fregaty Maximo Gomez (ex Grand Island), Jose Marti (ex Eugene) a Antonio Maceo (ex Peoria).[1]

- Mexiko Mexické námořnictvo – V letech 1946–1947 získala fregaty Usumacinta (ex Annapolis), General Jose Maria Morelos (ex Bangor), California (ex Hutchinson) a Papaloapan (ex Gladwyne).[1]

- Nizozemsko Nizozemské královské námořnictvo – Roku 1947 získalo fregaty Cirrus (ex Abilene) a Cumulus (ex Forsyth).[1]

- Peru Peruánské námořnictvo – Roku 1947 získalo fregatu Teniente Galvez (ex Woonsocket).[1]

- Sovětský svaz Sovětské námořnictvo – V letech 1945–1949 provozoval 28 fregat získaných z USA. Jedna ztroskotala a ostatní byly vráceny.[3]

- Thajsko Thajské královské námořnictvo – Roku 1951 získalo fregaty Tachin (ex Glendale) a Prasae (ex Gallup) pocházející ze skupiny předtím vrácené SSSR.[1]

- Spojené království Britské královské námořnictvo – 21 kusů. Označovány jako třída Colony.[1]

- USA US Navy a USCG – 75 kusů. Posádky amerických fregat tvořili příslušníci pobřežní stráže.[1] Fregaty vstupovaly do služby od konce roku 1943, tedy už v době významného snížení rizika ze strany německých ponorek. Proto byly částečně nasazeny k jiným úkolům (např. meteorologický průzkum) a na jiných bojištích (při službě v Pacifiku se projevila nedostatečná ventilace, navržená pro chladný severní Atlantik).[2]